# Уинстон, Джордж
Джордж Уинстон (англ. George Winston; 1949, Харт, штат Мичиган — 4 июня 2023) — американский пианист.
Родился в 1949 году в Мичигане, вырос в Майлс-Сити (Монтана) и штате Миссисипи. Выпускник Стетсонского Университета в DeLand (штат Флорида), жил в Сан-Франциско (штат Калифорния).

## Детство
С детства Джордж Уинстон увлекался музыкой популярных блюзовых, джазовых, поп- и рок-исполнителей, таких как Ray Charles, Jimmy Red, Sam Cooke, «The Ventures» и многих других. В 1967 году после окончания школы он начал играть на пианино.

## О творчестве
В интервью для СМИ Джордж Уинстон признается, что играет в основном в трех разных стилях: stride piano (страйд — джазовый стиль игры на фортепиано), New Orleans R&B piano и folk piano.

## Личная жизнь и смерть
Уинстон страдал несколькими формами рака, в том числе раком щитовидной железы, раком кожи и миелодиспластическим синдромом, последний из которых разрешился после трансплантации костного мозга в 2013 году. Умер от рака 4 июня 2023 года в возрасте 73 лет.

## Об альбомах
Свой первый сольный альбом, который назывался «Ballads & Blues 1972», он записал ещё в 1972 году. Но стал известным Уинстон благодаря своей серии «Времён года». Первый альбом этой серии, называвшийся «Autumn» («Осень»), был записан на студии «Dancing Cat Records» в 1980 году. Он положил начало «природной» серии альбомов, сыгранных в стиле, как называл сам пианист, «rural folk» («сельский фолк»). Альбом «Autumn» имел колоссальный успех, разойдясь по Америке тиражом более миллиона экземпляров, что для подобной глубокой, по своей сути некоммерческой, музыки — результат поистине впечатляющий. Известно что этот альбом продюсировал отец-основатель «Windham Hill» Уильям Аккерман (William Ackerman). Практически все альбомы Уинстона вышли под лейблом «Ветреного холма», являвшегося дистрибьютором «Dancing Cat Records».
Через два года после первого альбома увидели свет два новых альбома — «Winter Into Spring» («Зима, наступающая весной») и «December» («Декабрь»).
В «December» вошли как композиции самого Уинстона, так и народные мелодии и даже немного классики. «Jesus, Jesus, Rest Your Head» — это инструментальная переработка новогодней американской песни конца XX века, «Carol Of The Bells» — старинная украинская новогодняя мелодия, «The Holly And The lvy» — английская.
«December» (как и «Autumn» и «Winter Into Spring»), разошёлся тиражом более миллиона экземпляров, ещё более упрочив известность Джорджа Уинстона.
Затем до выхода следующего сольного альбома опять наступил длительный девятилетний период «затишья».
На студии «Dancing Cat Records» была выпущена спродюсированная Уинстоном большая серия альбомов гитаристов, играющих на гавайских гитарах в старинном стиле «slack key» («небрежный», «отвязанный»).
Он записал несколько саундтреков к детским мультфильмам, среди которых «The Velveteen Rabbit» (по книге «Вельветовый кролик»), вышедший в 1984 году, причем его текст читала Мерил Стрип. Также в этом ряду саундтреки к анимационным фильмам «This Is America, Charlie Brown — The Birth Of The Constitution» («Это Америка, Чарли Браун — Рождение конституции», 1988 год), «Sadako And The Thousand Paper Cranes» («Садако и тысяча бумажных журавликов», 1995 год) и «Pumpkin Circle» («Тыквенный круг», 1997 год).
В 1991 году наконец вышел новый альбомом — «Summer» («Лето»).
В 1994 году Уинстон записывает диск «Forest» («Лес»).
За исключением композиций «Tamarack Pines» («Лиственницы») и «Lights In The Sky» («Огоньки в небе») альбом не был исполнен такого драматизма и интенсивности, как «Autumn» или «December». По своему настроению он более спокойный и даже умиротворяющий. В альбом были включены композиции собственного сочинения Уинстона и произведения других авторов, а также народные мелодии. Особенно интересной композицией получилась японская колыбельная «Japanese Music Box (Itsuki No Komoriuta)».
«Forest» стал пятым и, возможно, самым известным альбомом Уинстона из его серии, посвящённой временам года: в 1995 году он удостоился «Грэмми» в номинации «Лучший New Age альбом».
В 1996 году Джордж Уинстон записывает джазовый альбом «Linus & Lucy». В этом альбоме он исполнил композиции известного джазового музыканта Винса Гуаральди (Vince Guaraldi). А начинается альбом с наиболее известной композиции Гуаральди «Cast Your Fate To The Wind».
Уинстон использовал музыку Винса Гуаральди и в саундтреке к мультфильму «This America, Charlie Brown — The Birth Of The Constitution».
В 1996 году студия «Windham Hill» выпустила эффектно оформленный бокс-сет, в который поместились не только семь сольных дисков Уинстона, но и специальный, выпущенный ограниченным тиражом, буклет для коллекционеров с подписью музыканта.
Осенью 1999 года вышел очередной альбом «Plains» («Степи»). Этот диск снова продолжил опыты музыканта в стиле «сельский фолк». «Plains» вдохновлен великими степями восточной Монтаны, где Уинстон в молодости жил. «Даже при записи моих ранних альбомах, посвящённых временам года, степи являлись для меня глубочайшим источником вдохновения во всем, что я делал» — вспоминал Джордж. На самом деле Уинстон задумал «Plains» ещё тогда, когда работал над «Forest»; точнее, это должен был быть один альбом под названием «Forest And Plains». Однако, его идея вылилась в два независимых сольных проекта, один из которых, «Forest», посвящён горам и лиственным лесам западной Монтаны, другой, «Plains», — грандиозным степям восточной Монтаны.
На этом альбоме присутствуют как оригинальные произведения Джорджа Уинстона, среди которых «Graduation» — «Окончание учёбы», «Rainsong (Fortune’s Lullaby)» — «Песня дождя (Колыбельная судьбы)», «Cloudburst» — «Облачный взрыв», и «Plains (Eastern Montana Blues)» — «Степи (Блюз восточной Монтаны)», так и обработки известных мелодий от традиционной американской «Dubuque» и «The Swan» («Лебедь») Анджело Бадаламенти (Angelo Badalamenti) до «Angel» Сары Маклахлан (Sarah McLachlan) и «Waltz For The Lonely» («Вальс для одинокого») легендарного Чета Аткинса (Chet Atkins).

## Дискография
- 1972 — Ballads and Blues
- 1980 — Autumn
- 1982 — Winter into Spring
- 1982 — December
- 1991 — Summer
- 1994 — Forest
- 1996 — Linus and Lucy — The Music of Vince Guaraldi
- 1999 — Plains
- 2001 — Remembrance — A Memorial Benefit
- 2002 — Night Divides the Day — The Music of the Doors
- 2005 — Montana — A Love Story
- 2006 — Gulf Coast Blues & Impressions: A Hurricane Relief Benefit
- 2010 — Love Will Come — The Music of Vince Guaraldi, Volume 2
- 2012 — Gulf Coast Blues & Impressions 2: A Louisiana Wetlands Benefit

### Soundtracks
- 1984 Country
- 1984 The Velveteen Rabbit
- 1988 This is America Charlie Brown—The Birth of the Constitution
- 1995 Sadako and the Thousand Paper Cranes
- 2002 Pumpkin Circle
- 2003 Bread Comes to Life